# Ономатет
Ономатет (др.-греч. ὀνοματοθέτης — создатель или творец наименований) — представление мифологического или философского образа божества или человека, дающего и устанавливающего имена всему сущему, либо отдельным предметам или живым существам. Коротко — тот, кто даёт имена.

## Суть понятия

### Первобытное время
Большинство элементов, составляющих культуру архаичного племени (начиная от имени собственного и заканчивая мифами) возникали в качестве ответов на вопросы, продиктованные настоятельной культурной потребностью первобытного человека (в отличие от современного общества, где именование является способом выделения имя собственного, как члена классификационной системы и выполняего основную назывательную функцию).
Исходя из этой концепции, наименование в первобытном обществе представляло собой не какую-либо игру или развлечение, а абсолютную культурную необходимость, крепко связанную с внутренней сущностью человека. Имя собственное для первобытного человека представляло собой не этикетку или ярлык, а своеобразный символ, связанный, сложным образом, с природой индивида. Мифологическое осознание имени собственного, как мифической внутренней субстанции, проявляется в некоторых культурно-исторических традициях, в которых наречение именем новорожденного принимает форму отгадывания его сущности, что является своеобразной магией. Имя представлялось загадочной сущностью вещи или человека; знать имя означало иметь власть над тем, что названо; произнести имя, назвать по имени — могло означать создать, оживить, погубить, овладеть.

### В настоящее время
Эта концепция, также в качестве «примитивной магии», дошла и до нашего времени. В качестве общеизвестного примера для современного человека можно привести фразу «Как вы яхту назовёте, так она и поплывёт» из мультфильма «Приключения капитана Врунгеля», снятого по мотивам одноимённой повести Андрея Некрасова. В книге описывается случай, когда с яхты, предназначенной для кругосветной регаты и названной по этому случаю «Победа» (ясно видна попытка команды Врунгеля в качестве ономатета придать сущность именем собственным и завоевать таким образом победу в регате), отваливаются первые две буквы названия и яхта вынуждена отправиться в путешествие под названием «Беда», в результате чего экипажу приходится преодолевать многочисленные проблемы в процессе путешествия.

## История возникновения
Первые зафиксированные упоминания понятия относятся ещё к древнегреческой философской школе, где в различных мифологических системах обнаруживается попытка прояснить данный механизм ономатопеи, а также выявить характер связи между вещью и замещающим эту вещь именем.
Впервые чёткое представление об ονοματοθετες (греч. имядатель, имя дающий) как Бога или Учителя в греческую философскую традицию вводит Пифагор, обозначая тем самым бога или человека, непосредственно научившего людей языку и давший имена предметам, которые впоследствии становятся неразрывно связаны с ними и даже могут заменять друг друга. В философских сочинениях пифагорейцев о создателе имен говорится, что «после числа на втором месте по мудрости находится тот, кто установил имена вещам». Также в диалоге Платона «Кратил» утверждается, что «устанавливать имена — дело не всякого мужа, но некоего творца имен».
По его же замечанию, понятие ономатета напрямую не фигурирует непосредственно в древнегреческой мифологии, однако на его существование ссылаются древнегреческие философы (пифагорейцы, Платон), заимствуя, возможно, из вавилонской мифологии.

## В ведийской мифологии
В Ригведе говорится о ришах — певцах, дающих имена вещам, о богах, нарекающих именем. В ведийской мифологии «установление имен» равнозначно акту творения. Поэтому в «Ригведе» Господин речи (одно из определений Вашвакармана, божественного творца вселенной) — одновременно и Всеобщий ремесленник, ваятель, плотник, создавший небо и землю. Он же — вдохновитель священной поэзии и покровитель состязаний в красноречии.
В сказаниях различных племен и народов часто фигурирует миф о герое-изобретателе — не только вещей, но и имен, которого можно также отнести к ономатету.

## В авраамических религиях
В соответствии с христианскими и иудейскими верованиями самым первым ономатетом являлся Бог:
«В начале было Слово, и Слово было у Бога, и Слово было Бог». То есть Бог, произнося Слово, творил им сущий мир.
Именно с этим связана древняя вера в магические свойства имени Бога у иудеев, переходящая в крайнюю форму запрета на произношение его имени вслух. Произнести имя Бога значило самому стать ономатетом, назвать истинное имя, что означало попытку сравняться с Богом, позвав его непосредственно, как равный равного.
В иудаистической мифологии зафиксировано т. н. «вслушивание» древнего человека в само звучание имени. Например старший из израильских патриархов, приняв «Завет» от Бога, получает также и новое, преобразованное имя: было Аврам («отец великолепен»)—стало Авраам («отец множества»):

…но будет тебе имя: Авраам; ибо Я сделаю тебя отцом множества народов (Быт 17, 5). В знак особой милости Бог прибавляет один звук и к имени его жены: И сказал Бог Аврааму: Сару, жену твою, не называй Сарою; но да будет ей имя: Сарра (Быт, 17, 15).

В мистических учениях раннего средневековья, философы упорно стремились найти в имени Адам тайные значения, осмысливая его как символ всего человечества. Одним из таких значений была расшифровка имени первочеловека по первым буквам его имени: (греч. Ανατολε (Anatole)—восток, Δηςϊς (Dysis)—запад, Αρκτοσ (Arktos)— север, Μεσεμβρϊα (Mesembria) – юг).
До настоящего времени, из мифологических представлений об ономатете, данное понятие сохранилось в Ветхом Завете и Коране, описывающих наделение Богом Адама властью именовать животных, встреченных им в Эдеме. Также, согласно Корану, имена вещам установил Адам, первый человек и первый пророк Аллаха, созданный Богом для того, чтобы он был его заместителем на земле.

## В славянской книжности
Мотив символичности имени, данного ономатетом-Богом первочеловеку, описывается, в частности, в славянской книжности. Согласно апокрифу XII в. «Сказание, како сотвори Богъ Адама», Бог-ономатет по буквам «собирал» имя Адама:
«И посла Господь ангела своего, повеле взяти „азъ“ на востоце, „добро“ — на западе, „мыслете“ на севере и на юзе. И бысть человек в душу живу, нарече имя ему Адам».
То есть, согласно данному толкованию, Бог-ономатет, нарекая первочеловека именем «Адам», вкладывает в него следующий смысл: «Я (аз) добро мыслю», что является попыткой автора апокрифа вникнуть в истинный смысл имени, данном первочеловеку, и пытаясь тем самым постигнуть суть «божественного» языка.

## Ономатет в культуре
Урсула ле Гуин вводит в свою трилогию о Земноморье персонажа-мастера по имени (точнее — функции, так как имена Девяти Мастеров обычно не называют, однако именно этот мастер чаще всего называется и другим именем — Курремкармеррук, причём в тексте указано, что происхождение этого имени неизвестно) Ономатет, являющегося знатоком «Истинной речи».
Также, отчасти, фольклорным ономатетом может являться Пётр I Великий, который, по многочисленным фольклорным народным легендам поспособствовал наименованию различных географических объектов. (легенда о происхождении названий реки Ворскла, города Тотьма, города Богучар и пр.). В таком качестве его описывает профессор ПГУ Николай Михайлович Теребихин в своей книге «Пётр I — культурный герой и ономатет Русского Севера».